# Пасіфе (супутник)
Пасіфе (грец.ΙΠασιφάη) (англ. Pasiphaë) — нерегулярний супутник Юпітера, відомий також під назвою Юпітер VIII; з 1955 по 1975 роки — під назвою Посейдон (англ. Poseidon).

## Відкриття
Відкритий 1908 року Филібертом Жаком Мело з Королівської Гринвіцької Обсерваторії, отримав проміжну назву 1908 CJ, оскільки спочатку було незрозуміло — це тіло є астероїдом чи супутником Юпітера.
Невдовзі після відкриття супутник був загублений; віднайдений знов лише у 1930 астрономами Лікської обсерваторії за ефемеридами Бориса Нумерова
Пасіфе не мав власного сучасного імені до 1975 року; до цього його звали просто Юпітер VIII. Іноді між 1955 і 1975 роками його називали «Посейдон».
1975 року отримав офіційну назву на честь Пасіфаї — дружини Міноса у давньогрецькій міфології.

## Орбіта
Супутник здійснює повний обріт навколо Юпітера на відстані приблизно 23,703 Мм. Сидеричний період обертання 745,5 земних діб. Орбіта має ексцентриситет ~0,4077.
Супутник належить до групи Пасіфе, нерегулярних супутників, що обертаються на відстані від 22,8 до 24,1 Гм від Юпітера, з нахилами орбіт від 144,5 до 158,3 градусів.

## Фізичні характеристики
Супутник має приблизно 48 кілометрів у діаметрі, альбедо 0,04. Оціночна густина 2,6 г/см³.
Має сірий колір (показник кольору B-V=0.74, R-V=0.38), подібно до астероїдів типу C.